# رومان بوريسوف
رومان بوريسوف (4 أغسطس 1981 - ) هو لاعب كرة قدم روسي في مركز الدفاع. لعب مع بالتيكا كالينينغراد ونادي أورينبورغ ونادي روستوف أون دون وFC Zhemchuzhina-Sochi ‏ وFC Lada-Tolyatti ‏ وسبارتك كوستروما ‏ وFC Sochi-04 ‏ وFC Nara-ShBFR Naro-Fominsk ‏ وFC Neftyanik Yaroslavl ‏ وFC Reutov ‏ وأفانجارد كورسك.